# متصل بالشبكة وغير متصل بالشبكة
في تكنولوجيا الكمبيوتر والاتصالات، يشير الاتصال عبر الشبكة إلى حالة الاتصال ويشير عدم الاتصال إلى حالة غير متصلة. في المصطلحات الحديثة، يشير هذا عادةً إلى اتصال بالإنترنت، ولكن (خاصةً عند التعبير عنه «عبر الإنترنت» أو «على الخط») يمكن أن يشير إلى أي قطعة من المعدات أو وحدة وظيفية متصلة بنظام أكبر. يعني الاتصال بشبكة أنترنت وأن الجهاز أو النظام الفرعي متصل، أو أنه جاهز للاستخدام.
جاء مصطلح «عبر الشبكة» لوصف الأنشطة التي يتم إجراؤها والبيانات المتاحة على الشبكة، على سبيل المثال: «الهوية عبر الشبكة» و «المحتال عبر الإنترنت» و «المقامرة عبر الشبكة» و «التسوق عبر الشبكة» و «الخدمات المصرفية عبر الشبكة» و «التعلم عبر الشبكة». يتم إعطاء معنى مشابه أيضًا من خلال البادئات "cyber" و "e"، كما هو الحال في الكلمات «الفضاء الإلكتروني» و «الجريمة الإلكترونية» و «البريد الإلكتروني» و «التجارة الإلكترونية». في المقابل، يمكن أن تشير كلمة «غير متصل» إلى أنشطة الحوسبة التي يتم إجراؤها أثناء عدم الاتصال بالشبكة، أو بدائل لأنشطة الإنترنت (مثل التسوق في المتاجر التقليدية). يستخدم المصطلح «غير متصل»

## السوابق
خلال القرن التاسع عشر، كان مصطلح «عبر الخط» شائع الاستخدام في كل من السكك الحديدية والتلغراف. بالنسبة للسكك الحديدية، يرسل صندوق الإشارة رسائل أسفل الخط (المسار)، عبر خط تلغراف (كابل)، للإشارة إلى حالة المسار: «قطار على الخط» أو «خط واضح». يشير عامل خط التلغراف إلى إرسال التيار عبر خط على أنه «مباشر على الخط» أو «بطارية على الخط»؛ أو قد يشيرون إلى مشكلة في الدائرة على أنها «متصلة خطيا»، على عكس مصدر الطاقة أو معدات نقطة النهاية. لكن المصطلح لم يعد مناسبا ويفضل استعمال شبكة بدل خط.

## أمثلة

### بريد إلكتروني غير متصل بالشبكة
أحد الأمثلة على الاستخدام الشائع لهذه المفاهيم مع البريد الإلكتروني هو وكيل مستخدم البريد (MUA) الذي يمكن توجيهه ليكون في حالة الاتصال بالشبكة أو عدم الاتصال الشبكة. أحد هذه MUA هو آوتلوك مايكروسوفت. عند الاتصال بالشبكة، سيحاول الاتصال بخوادم البريد (للتحقق من وجود بريد جديد على فترات منتظمة، على سبيل المثال)، وعند عدم الاتصال بالإنترنت، لن يحاول إجراء أي اتصال من هذا القبيل. لا تعكس حالة MUA المتصلة بالإنترنت أو غير المتصلة بالضرورة حالة الاتصال بين الكمبيوتر الذي يتم تشغيله عليه و internet.ie، فقد يكون الكمبيوتر نفسه متصلًا بالشبكة - متصلًا بالشبكة عبر مضمان سلكي أو أي وسيلة أخرى - أثناء اتصال آوتلوك احتفظ بها المستخدم في وضع عدم الاتصال، بحيث لا يحاول إرسال الرسائل أو تلقيها. وبالمثل، قد يتم تكوين جهاز كمبيوتر لاستخدام اتصال الطلب الهاتفي عند الطلب (كما هو الحال عندما يحاول تطبيق مثل Outlook الاتصال بخادم)، ولكن قد لا يرغب المستخدم في أن يقوم آوتلوك بتشغيل هذه المكالمة كلما تم تكوينه إلى تحقق من وجود البريد.

### تشغيل الوسائط غير المتصلة
مثال آخر على استخدام هذه المفاهيم هو تقنية الصوت الرقمي. مسجل الشريط أو محرر الصوت الرقمي أو أي جهاز آخر متصل بالشبكة هو جهاز تكون ساعته تحت سيطرة ساعة جهاز رئيسي للمزامنة. عندما يبدأ برنامج المزامنة الرئيسي التشغيل، يقوم الجهاز عبر بالشبكة تلقائيًا بمزامنة نفسه مع الجهاز الرئيسي ويبدأ اللعب من نفس النقطة في التسجيل. لا يستخدم الجهاز غير المتصل بالشبكة أي مرجع ساعة خارجي ويعتمد على ساعته الداخلية. عندما تكون العديد من الأجهزة متصلة بسيد مزامنة، يكون من الملائم غالبًا، إذا أراد المرء سماع إخراج جهاز واحد فقط، لأخذه في وضع عدم الاتصال لأنه إذا تم تشغيل الجهاز عبر بالشبكة، فيجب على جميع الأجهزة المتزامنة تحديد موقع نقطة التشغيل وانتظر حتى يتم مزامنة كل جهاز آخر. (للمناقشة ذات الصلة، راجع MIDI timecode، ومزامنة الكلمات، ومزامنة نظام التسجيل.)

### التصفح دون اتصال
بالنسبة للمجتمعات التي تفتقر إلى الاتصال المناسب بالإنترنت - مثل البلدان النامية والمناطق الريفية والسجون - مخازن المعلومات غير المتصلة بالشبكة مثل المكتبة الرقمية الإلكترونية لـ WiderNet (مجموعة تضم ما يقرب من ثلاثين مليون مصدر تعليمي من أكثر من ألفي موقع ويب ومئات الأقراص المضغوطة) توفير الوصول دون اتصال إلى المعلومات. في الآونة الأخيرة، أعلن Internet Archive عن مشروع خادم غير متصل بالشبكة يهدف إلى توفير الوصول إلى المواد الموجودة على الخوادم غير المكلفة التي يمكن تحديثها باستخدام بطاقات USB وبطاقات SD.

### التخزين دون اتصال
وبالمثل، فإن التخزين في وضع عدم الاتصال هو تخزين بيانات الكمبيوتر غير «المتاح للاستخدام الفوري عند الطلب من قبل النظام دون تدخل بشري». بالإضافة إلى ذلك، يمكن اعتبار أي نظام متصل بالشبكة تم إيقاف تشغيله غير متصل بالشبكة.

### الرسائل دون اتصال
مع تزايد أدوات الاتصال والوسائط، يتم استخدام الكلمات في وضع عدم الاتصال وعبر بالشبكة بشكل متكرر. إذا كان شخص ما نشطًا عبر أداة مراسلة وكان قادرًا على قبول الرسائل، فيُطلق عليه رسالة عبر بالشبكة وإذا لم يكن الشخص متاحًا وتُترك الرسالة لعرضها عند عودة الشخص، فيُطلق عليه اسم رسالة غير متصلة بالشبكة. في نفس السياق، يُطلق على توفر الشخص على أنه متصل بالشبكة ويطلق على عدم التوفر على أنه غير متصل بالشبكة.

## التعميمات
تم تعميم الفروق عبر بالشبكة وغير المتصلة بالشبكة من الحوسبة والاتصالات السلكية واللاسلكية في مجال العلاقات الشخصية بين البشر. أصبح التمييز بين ما يعتبر على بالشبكة وما هو غير متصل موضوعًا للدراسة في مجال علم الاجتماع.